# 阿里武尼馬穆
阿里武尼馬穆是馬達加斯加的城市，由伊達西區負責管轄，位於該國中部，市內的民用機場曾經是國際機場，後來在1967年被塔那那利佛/伊瓦圖國際機場取代。
19°01′S 47°11′E / 19.017°S 47.183°E